# Johann Bina
Johann Nepomuk Bína, také Johann Bína, Johannes Bína, Johann Nepomuk Bína či Johannes Nepomuk Bína (22. května 1826 Praha-Nové Město – 25. listopadu 1897 Praha), byl český houslař.

## Život
Byl žákem Františka Lehnera (1802–1878), pracoval v několika dílnách mistrů houslařů v Rakousku a Maďarsku. V roce 1853 se usadil v Praze. Jeho dílo se vyznačuje profesionální prací, jež byla typická pro tzv. Pražskou školu. Ozvučná „efa“ jsou veliká a typizovaná pro dílo J. Bíny. Převážně pracoval dle modelů Stradivari či Amati. Kontrabasy mají typické ladicí kolíky, které občas používal i pro výrobu violoncell. Tyto byly občas jinými houslaři předělány na standardní violoncellové ladicí kolíky (např. violoncello 1886 Petra Nouzovského).
Jeho vignety nesou tato označení:
- Johann Bina / Prague / fecit anno Domini. 18—
- Opravil Reparirt Bina
- J. Bina v Praze Johann Bina / in / Prag anno 1877
- Johann Bina Musikinstrumentenverfertiger und beeideter / Schatzer, Anno 1885 / Prag / Wenzclsplatz No. 5

Na jeho nástroje hrají violoncellisté Petr Nouzovský, Vít Petrášek, František Pišinger, Štěpán Filípek a další.